# ألكساندر أوفاروف
ألكساندر أوفاروف (مواليد 13 يناير 1960) هو لاعب كرة قدم. لعب مع منتخب الاتحاد السوفيتي لكرة القدم. سبق له أن لعب في كأس العالم لكرة القدم مع منتخب بلاده.

## روابط خارجية
- ألكساندر أوفاروف على موقع الاتحاد الدولي (مؤرشف)  (الإنجليزية)
- ألكساندر أوفاروف على موقع قاعدة بيانات كرة القدم.إي يو (الإنجليزية)
- ألكساندر أوفاروف على موقع ناشيونال فوتبول تيمز (الإنجليزية)